# Godsbuss

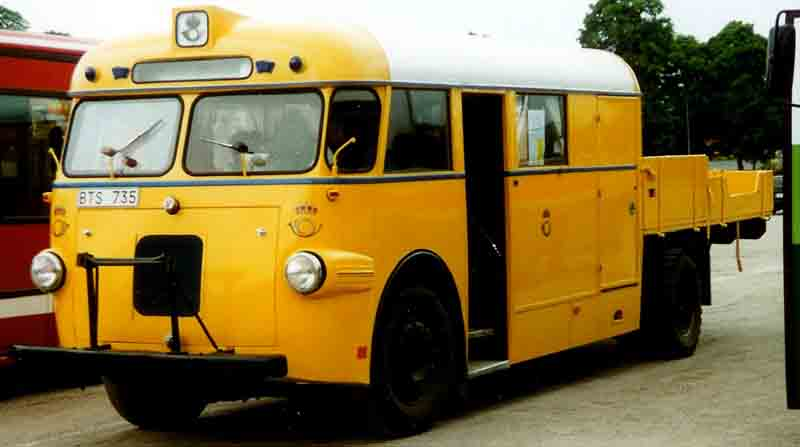
Postbuss-skvader, Scania-Vabis 2B21 från 1949, i trafik till 1967

Godsbuss, eller kombibuss, lastrumsbuss och godsrummare, är en buss som kan frakta passagerare och gods samtidigt. Den har en busskaross med godsutrymme i den bakre delen av bussen, eller – tidigare – ibland en avkortad busskaross med ett separat lastflak bakom. Den senare typen kallades på vardagsspråk skvader.
Godsbussar används i glesbygder, där trafikunderlaget för persontrafik är begränsat, samtidigt som det finns behov för paketgodsbefordran på längre sträckor. I Sverige drev Postverket mellan 1923 och 1991 Postverkets diligenstrafik i norra Sverige, norr om en linje Östersund-Sollefteå. Som postdiligenser användes från början av 1950-talet framför allt kombinerade gods- och personförande bussar. Postverket utvecklade under 1950-talet den standardiserade lastrumsbussen av så kallad "Arvidsjauretyp". Senare byggdes även busskarosser med bakgavellyft. Busskarosserna specialbyggdes för diligenstrafiken av svenska och finländska karossbyggare, till exempel av Hägglund & Söner, Säffle karosserifabrik och Kiitokori.

## Bildgalleri

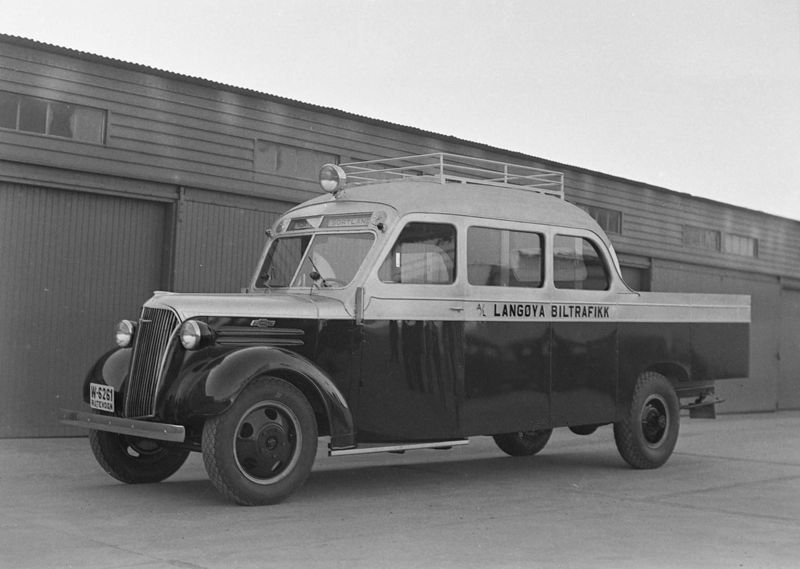
Kombibuss från Anco i Trondheim på Chevrolet-chassi från 1937, levererad till Langøya Biltrafikk. Lastutrymmet är integrerat i busskarossen.
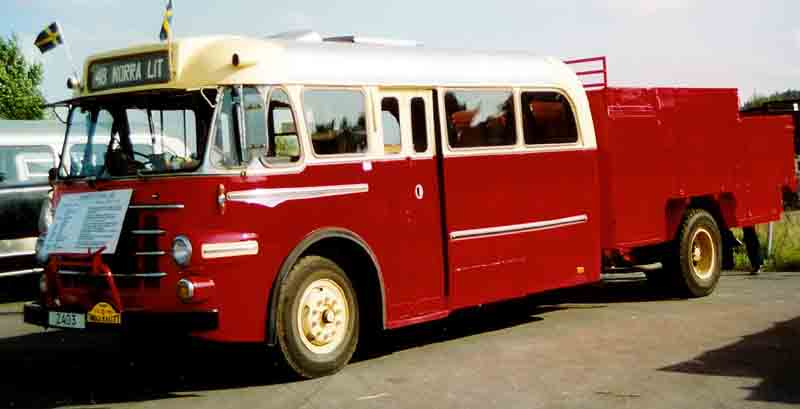
Skvader på Volvo B727-chassi, 1953
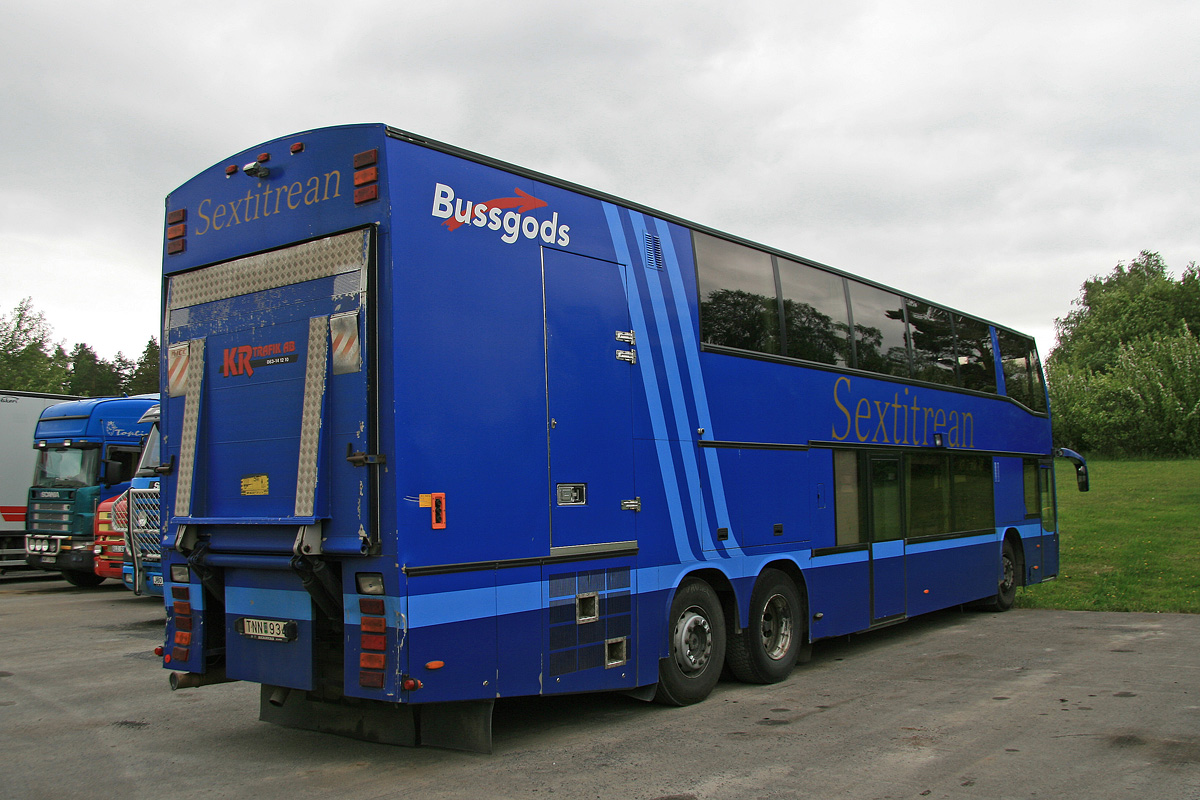
Helmark Carosseri dubbeldäckad kombibuss på Scania-chassi i trafik för Klövsjö-Rätan Trafik
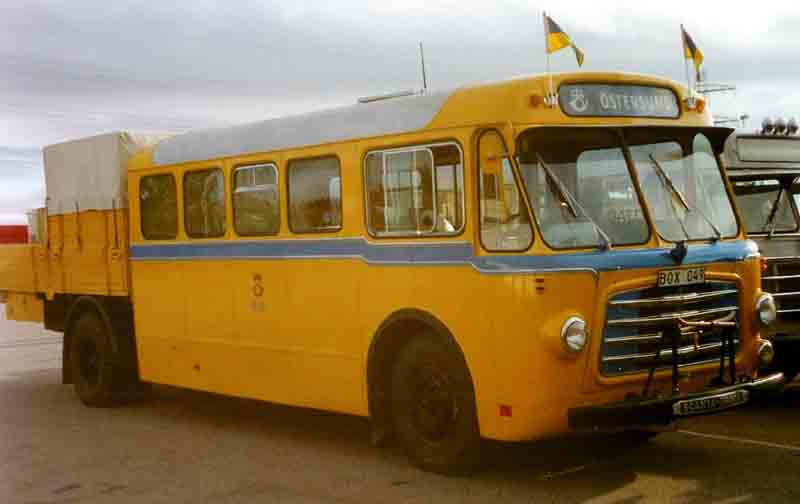
Skvader på Scania-Vabis-chassi inom Postverkets diligenstrafik, 1969
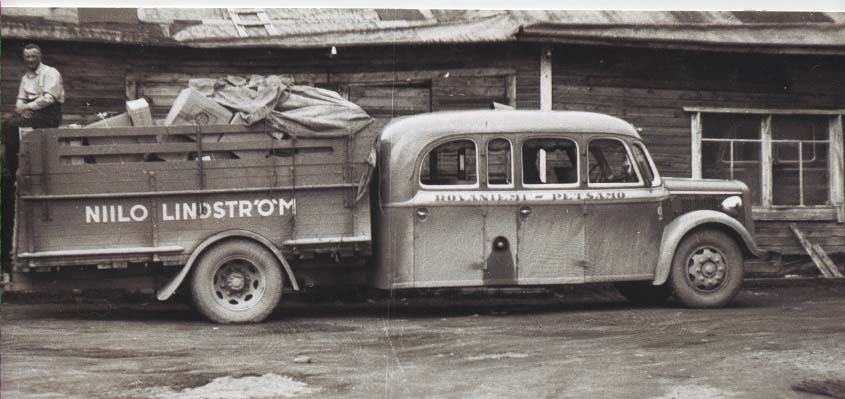
Kombibuss för Niilo Lindströms bolag på rutten Rovaniemi-Petsamo, före 1945
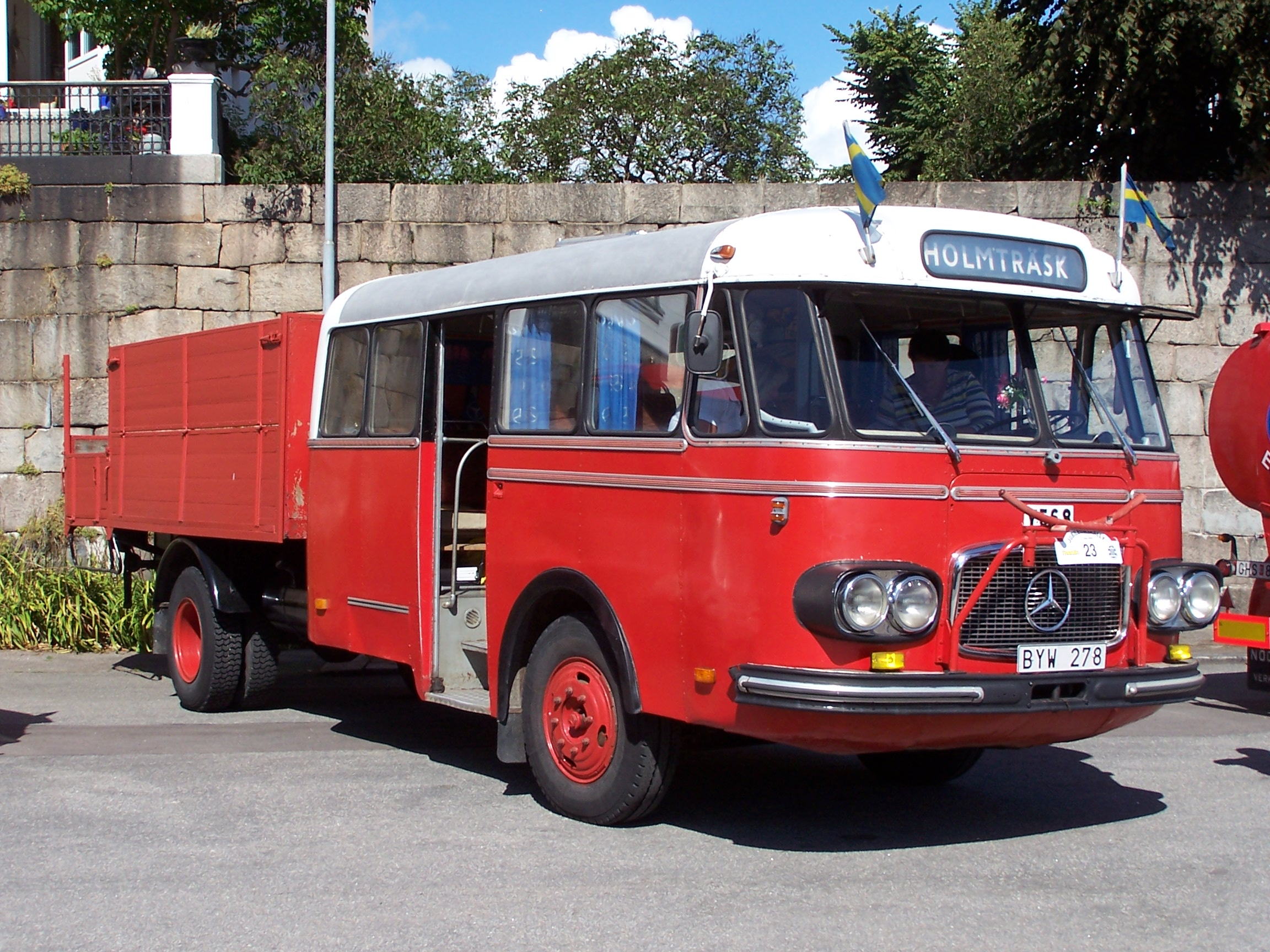
Skvader på Mercedes-Benz LPO 322-chassi, årsmodell 1965
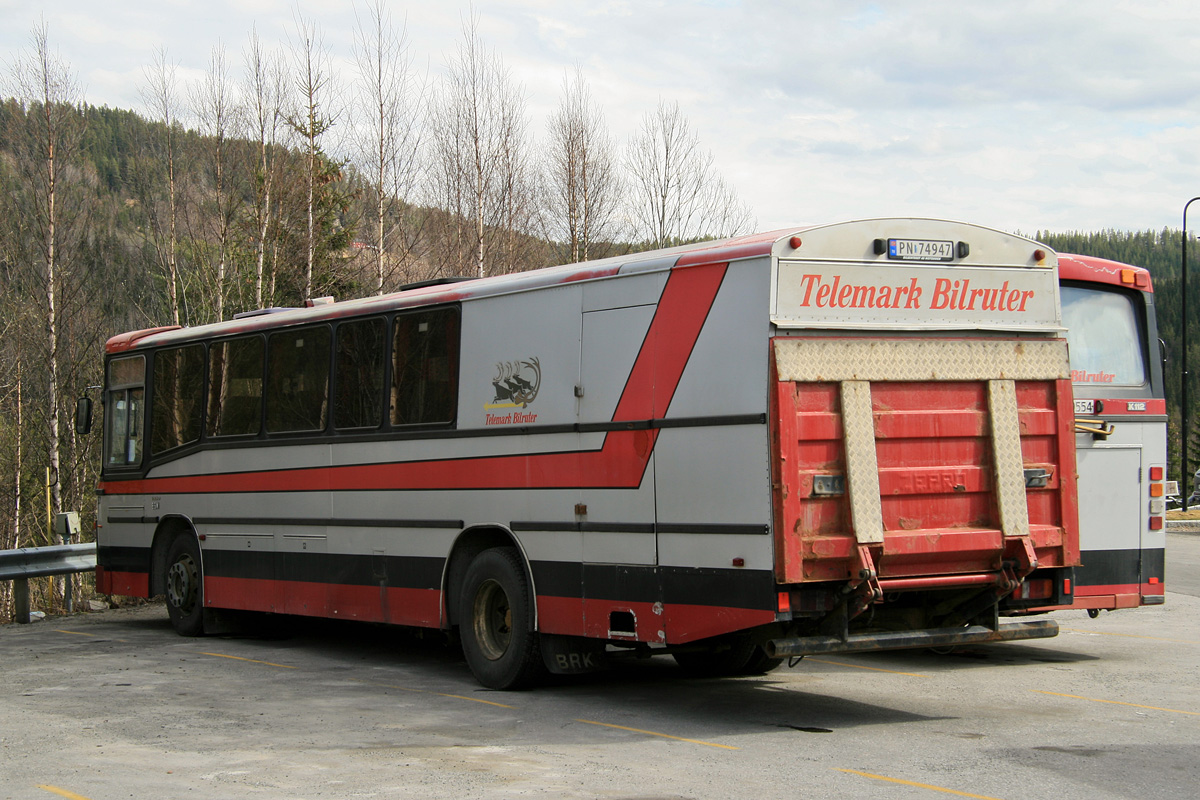
Kombibuss från Brødrene Repstads Karosserifabrikk på Volvo B9-chassi med bakgavellift, i trafik för Vest-Telemark Bilruter
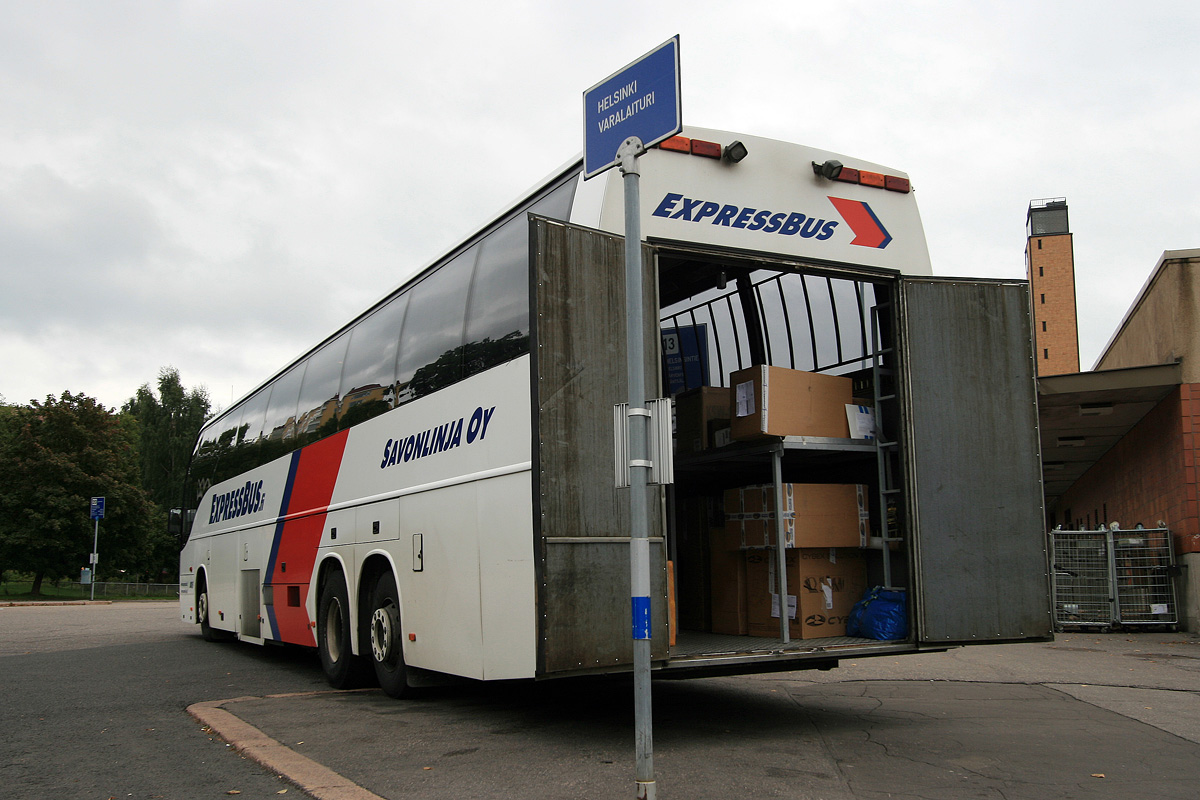
Kombibuss på Volvo 9700-chassi för Savonlinna Oy i Lahtis